# Velika nagrada Japonske 2019
Velika nagrada Japonske 2019 je sedemnajsta dirka Svetovnega prvenstva Formule 1 v sezoni 2019. Odvijala se je 13. oktobra 2019 na dirkališču Suzuka Circuit. Zmagal je Valtteri Bottas, Mercedes, drugo mesto je osvojil Sebastian Vettel, Ferrari, tretje pa Lewis Hamilton, Mercedes. Z zmago in tretjim mestom si je Mercedes že zagotovil šesti zaporedni naslov konstruktorskega prvaka.

## Rezultati

### Kvalifikacije
| Poz  | Št | Dirkač             | Konstruktor               | 1. del    | 2. del   | 3. del   | Št. m. |
| ---- | -- | ------------------ | ------------------------- | --------- | -------- | -------- | ------ |
| 1    | 5  | Sebastian Vettel   | Ferrari                   | 1:28,988  | 1:28,174 | 1:27,064 | 1      |
| 2    | 16 | Charles Leclerc    | Ferrari                   | 1:28,405  | 1:28,179 | 1:27,253 | 2      |
| 3    | 77 | Valtteri Bottas    | Mercedes                  | 1:28,896  | 1:27,688 | 1:27,293 | 3      |
| 4    | 44 | Lewis Hamilton     | Mercedes                  | 1:28,735  | 1:27,826 | 1:27,302 | 4      |
| 5    | 33 | Max Verstappen     | Red Bull Racing-Honda     | 1:28,754  | 1:28,499 | 1:27,851 | 5      |
| 6    | 23 | Alexander Albon    | Red Bull Racing-Honda     | 1:29,351  | 1:28,156 | 1:27,851 | 6      |
| 7    | 55 | Carlos Sainz Jr.   | McLaren-Renault           | 1:29,018  | 1:28,577 | 1:28,304 | 7      |
| 8    | 4  | Lando Norris       | McLaren-Renault           | 1:28,873  | 1:28,571 | 1:28,464 | 8      |
| 9    | 10 | Pierre Gasly       | Scuderia Toro Rosso-Honda | 1:29,411  | 1:28,779 | 1:28,836 | 9      |
| 10   | 8  | Romain Grosjean    | Haas-Ferrari              | 1:29,572  | 1:29,144 | 1:29,341 | 10     |
| 11   | 99 | Antonio Giovinazzi | Alfa Romeo Racing-Ferrari | 1:29,604  | 1:29,254 |          | 11     |
| 12   | 18 | Lance Stroll       | Racing Point-BWT Mercedes | 1:29,594  | 1:29,345 |          | 12     |
| 13   | 7  | Kimi Räikkönen     | Alfa Romeo Racing-Ferrari | 1:29,636  | 1:29,358 |          | 13     |
| 14   | 26 | Daniil Kvjat       | Scuderia Toro Rosso-Honda | 1:29,723  | 1:29,563 |          | 14     |
| 15   | 27 | Nico Hülkenberg    | Renault                   | 1:29,619  | 1:30,112 |          | 15     |
| 16   | 3  | Daniel Ricciardo   | Renault                   | 1:29,822  |          |          | 16     |
| 17   | 11 | Sergio Pérez       | Racing Point-BWT Mercedes | 1:30,344  |          |          | 17     |
| 18   | 63 | George Russell     | Williams-Mercedes         | 1:30,364  |          |          | 18     |
| DNQ  | 20 | Kevin Magnussen    | Haas-Ferrari              | brez časa |          |          | 19     |
| DNQ  | 88 | Robert Kubica      | Williams-Mercedes         | brez časa |          |          | PL     |
| Vir: |    |                    |                           |           |          |          |        |

### Dirka
| Poz  | Št | Dirkač             | Konstruktor               | Krogi | Čas/Odstop  | Št. m. | Toč |
| ---- | -- | ------------------ | ------------------------- | ----- | ----------- | ------ | --- |
| 1    | 77 | Valtteri Bottas    | Mercedes                  | 52    | 1:21:46,755 | 3      | 25  |
| 2    | 5  | Sebastian Vettel   | Ferrari                   | 52    | +13,343     | 1      | 18  |
| 3    | 44 | Lewis Hamilton     | Mercedes                  | 52    | +13,858     | 4      | 16  |
| 4    | 23 | Alexander Albon    | Red Bull Racing-Honda     | 52    | +59,537     | 6      | 12  |
| 5    | 55 | Carlos Sainz Jr.   | McLaren-Renault           | 52    | +1:09,101   | 7      | 10  |
| 6    | 3  | Daniel Ricciardo   | Renault                   | 51    | +1 krog     | 16     | 8   |
| 7    | 16 | Charles Leclerc    | Ferrari                   | 51    | +1 krog     | 2      | 6   |
| 8    | 10 | Pierre Gasly       | Scuderia Toro Rosso-Honda | 51    | +1 krog     | 9      | 4   |
| 9    | 11 | Sergio Pérez       | Racing Point-BWT Mercedes | 51    | +1 krog     | 17     | 2   |
| 10   | 27 | Nico Hülkenberg    | Renault                   | 51    | +1 krog     | 15     | 1   |
| 11   | 18 | Lance Stroll       | Racing Point-BWT Mercedes | 51    | +1 krog     | 12     |     |
| 12   | 26 | Daniil Kvjat       | Scuderia Toro Rosso-Honda | 51    | +1 krog     | 14     |     |
| 13   | 4  | Lando Norris       | McLaren-Renault           | 51    | +1 krog     | 8      |     |
| 14   | 7  | Kimi Räikkönen     | Alfa Romeo Racing-Ferrari | 51    | +1 krog     | 13     |     |
| 15   | 8  | Romain Grosjean    | Haas-Ferrari              | 51    | +1 krog     | 10     |     |
| 16   | 99 | Antonio Giovinazzi | Alfa Romeo Racing-Ferrari | 51    | +1 krog     | 11     |     |
| 17   | 20 | Kevin Magnussen    | Haas-Ferrari              | 51    | +1 krog     | 19     |     |
| 18   | 63 | George Russell     | Williams-Mercedes         | 50    | +2 kroga    | 18     |     |
| 19   | 88 | Robert Kubica      | Williams-Mercedes         | 50    | +2 kroga    | PL     |     |
| Ods  | 33 | Max Verstappen     | Red Bull Racing-Honda     | 14    | Zavore      | 5      |     |
| Vir: |    |                    |                           |       |             |        |     |